# Пхьонвон
Пхьонвон (кор. 평원, 平原, Pyeongwon, P'yǒngwǒn; пом. 590) — корейський ван, двадцять п'ятий правитель держави Когурьо періоду Трьох держав. Сприяв захисту держави від кочовиків та китайських держав періоду Північних та Південних династій.

## Життєпис
Походив з Пхеньянської лінії панівної династії. Старший син Янвона, правителя Когурьо. Точна дата народження невідома. Отримав ім'я Янсон (양성). У 557 році стає спадкоємцем трону, змінивши ім'я на Тхан (탕). Замолоду був вправним у їзді верхи та стрільбі з луку.
559 року після смерті батька успадкував владу в Когурьо. Зумів налагодити мирні стосунки з тюркським каганом Муканом, який основні зусилля спрямував проти жужанів та ефталітів. Водночас зберігав мирні відносини з Північною Ці, що не загрожувала Когурьо.
570 року відправив посольство до Японії, з якою уклав союзний договір. 577 року під час занепаду північної Ці намагався захопити Ляодунський півострів, внаслідок чого вступив у боротьбу за нього з У-ді з Північного Чжоу. Зять когурьоського правителя Он Дал завдав поразки чжоуським військам. Смерть останнього у 578 році й подальша боротьба за трон в Північному Чжоу дозволило Пхьонвону зайняти Ляодун та сусідні території на захід. Водночас зберігав мирні стосунки з корейською державою Сілла.
586 року переніс столицю до Чангану, оскільки на той час відносини з китайською імперією Суй погіршилися. Остання об'єднала увесь Китай і тепер висунула претензії на території, що колись належали Північній Ці. Проте до 589 року мир між державами зберігався.
У 589 році, після знищення династії Чень, суйський імператор Вень-ді спрямував посольство, яке в образливій формі вимагало від Пхьонвона залишити півострів Лонін та не чинити тиск на Сіллу. У відповідь правитель Когурьо також образив імператора, натякнувши на можливість його повалення. Після цього Когурьо стало готуватися до війни. Пхьонвон планував форсувати річку Ляохе, а потім напасти на китайські землі. Проте 590 року раптово помер. Трон успадкував його син Йонянхо.

## Родина
- Йонянхо (д/н—618), 26-й правитель Когурьо
- Йонню (д/н—642), 27-й правитель Когурьо
- Поджан (д/н—668), 28-й правитель Когурьо
- Пьонган, дружина Он Дала, військовик